# Gonzalez
Gonzalez je priimek več oseb:
- Albert Gonzalez, ameriški heker
- Edmundo González, venezuelski politik
- Arancha (María Aránzazu) González Laya (1969-), španska diplomatka in političarka
- Eiza González Rivera (1990-), mehiška igralka in pevka
- Felipe González Márquez (1942–), španski politik, premier
- Fernando González Laxe (1952-), španski politik
- Fernando González, čilenski tenisač
- François-Jean-Antonin-Marie-Amédée Gonzalez de Linares, francoski general
- Gio Gonzalez, ameriški bejzbolist
- Jaime González Taboada (1969-), španski politik
- Jaime Ignacio González González (1960-), španski politik
- Jaslene Gonzalez, ameriški fotomodel portoriškega rodu
- José Froilán González, argentinski dirkač Formule 1
- José González Zumárraga (1925-2008), ekdadorski kardinal, nadškof Quita
- Luis González-Bravo (1811-1871), španski politik
- Marcelo González Martín (1918-2004), španski kardinal in primas, nadškof Barcelone in Toleda
- Mayra González, kubanska veslačica
- Pedro González de Mendoza (1428-1495), španski kardinal in primas (toledski nadškof in kastiljski kancler)
- Roberto Octavio González Nieves (1950-), portoriški nadškof (San Juan de Puerto Rico), a (še?) ne tudi kardinal
- Raúl González Blanco, španski nogometaš
- Zeferino González y Díaz Tuñón (1821-1894), španski kardinal, nadškof Seville (tudi Toleda in patriarh Zahodne Indije)